# Riserva naturale controllata Castel Cerreto
La riserva naturale controllata Castel Cerreto è un'area naturale protetta situata nel comune di Penna Sant'Andrea, in provincia di Teramo. La riserva comprende un'area di circa 70 ettaro ed è stata istituita nel 1991.
La riserva è strutturata con 4 sentieri principali, tramite i quali è possibile osservare la flora e fauna tipica del luogo, oltre ad uno stagno, c'è anche una aula verde didattica, dove è possibile svolgere delle lezioni, aiutati dagli immancabili cartelli, che indicano le specie arboree.

## Flora
Nel bosco misto eliofilo caducifoglio ci sono i secolari cerri, oltre il carpino nero, il maggiociondolo, l'acero campestre, diversi tipi di salici, e di pioppi nelle vicinanze dello stagno.

## Fauna
- Avifauna: tipici dell'ambiente boschivo è possibile osservarne diverse specie, alcune anche nidificanti, come la cinciarella, il codibugnolo, il merlo, il picchio verde, ed il picchio muratore, ed il Merlo, tutti i rapaci diurni e notturni tipici delle colline abruzzesi come lo sparviero, il gheppio, l'allocco, l'assiolo e la civetta.

## Vie di accesso
- Strada statale 365 di Bisenti dalla Val Vomano e dalla Val Fino.